# Secondo Siviardo
Secondo Siviardo Provera (Casale Monferrato, 2 settembre 1894 – Casale Monferrato, 17 gennaio 1965) è stato un calciatore, dirigente sportivo e allenatore di calcio italiano.

## Carriera

### Calciatore
Con il Casale disputò 10 gare nel campionato di Prima Divisione 1922-1923.
Nel suo coccodrillo fu ricordato con la frase «Siviardo si era imposto per il suo gioco da mezz’ala, per i suoi rapidi e lucidi suggerimenti, la sua tenacia che galvanizzava tutti i compagni».

### Allenatore
Presidente del comitato F.I.G.C. di Casale dal settembre 1928, nominato da Leandro Arpinati, al 1932: nel 1931 fu premiato con la "medaglia di benemerenza" della U.L.I.C.; dalla 22ª giornata della Serie A 1932-1933 fu l'allenatore del Casale, subentrando ad Angelo Mattea; terminò il campionato al 16º posto, evitando la retrocessione per due punti. Sedette poi in panchina dalla prima alla quinta giornata della Serie A 1933-1934, ma dovette lasciare l'incarico alla fine del settembre 1933 a causa di esigenze professionali: fu sostituito da Lájos Czeizler. Ha allenato in massima serie nazionale a partire dal 19 marzo 1933, per un totale di 18 incontri, con 7 vittorie, 3 pareggi e 8 sconfitte.

## Palmarès

### Giocatore

#### Competizioni nazionali
- Campionato italiano: 1

Casale: 1913-1914